# Boekhandel Bouwman

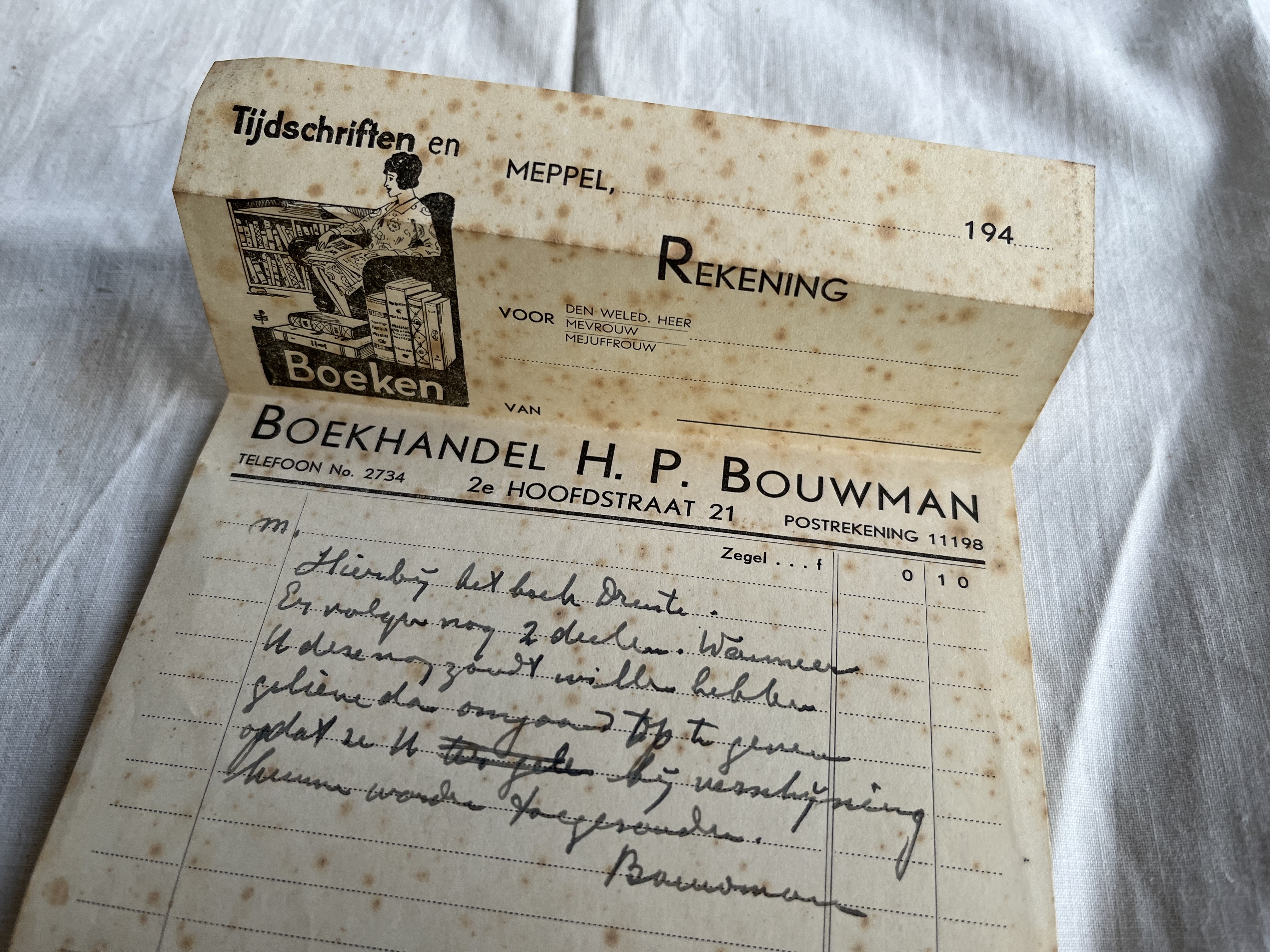
Begeleidend schrijven op rekeningpapier van boekhandelaar Bouwman. Circa 1944.

Boekhandel Bouwman was een Nederlandse algemene boekhandel die in 2011 het 75-jarig bestaan vierde.
De boekhandel werd in 1936 begonnen door de Groninger Herman Pieter Bouwman (1903-1973) in Meppel, waar hij achtereenvolgens in de 1ste Hoofdstraat en de 2de Hoofdstraat was gevestigd. Na meer dan 25 jaar zocht Bouwman onder druk van toenemende concurrentie een andere vestigingsplaats en kwam in 1963 terecht in De Bilt, waar aan de Burgemeester de Withstraat de winkel vrijkwam van een boekhandelaar die met pensioen ging. Acht jaar later werd een ruimer nieuwbouwpand betrokken aan de Hessenweg, later de voornaamste winkelstraat van De Bilt, waar Herman Pieter Bouwman jr. na het overlijden van zijn vader in 1973 de leiding van het bedrijf overnam. 
Na de aan- en weer verkoop van enkele filialen was Boekhandel Bouwman behalve in De Bilt vanaf 1995 ook gevestigd in Maarssen, waar een winkel aan de Kaatsbaan in het oude centrum van het dorp was gevestigd die na een paar jaar verhuisde naar het Pieter de Hooghplein. Na het terugtreden van zijn vader kwam in 2002 met zoon Gerrit-Jan Bouwman de derde generatie in de boekhandel. Toen deze in 2010 met zijn gezin emigreerde naar Australië nam zijn jongere zuster Marie-Louise het bedrijf over. Door de crisis in de boekhandel was Bouwman in 2012 genoodzaakt het filiaal in Maarssen te sluiten. Twee jaar later, op 1 maart 2014 beëindigde familiebedrijf haar activiteiten. De 'Bilthovense Boekhandel', met een winkel in Bilthoven, nam de zaak van de familie Bouwman over. De naam 'Bouwman Boeken', bleef bestaan tot 31 december 2018 toen de winkel in De Bilt definitief werd gesloten. Reden was het koopgedrag van de boekenlezers die meer en meer hun bestellingen plaatsen bij internetbedrijven.

## Bron
- Petra Cremers, Verknocht aan boeken. De geschiedenis van Boekhandel Bouwman  (1936-2011). De Bilt, 2011.